# Château de la Chasse
Le château de la Chasse, se situe au cœur de la forêt de Montmorency, dans le département français du Val-d'Oise, à l'extrémité nord-est de la commune de Saint-Prix, aux limites de trois autres : Montlignon, Bouffémont et Domont. Il est de nos jours une curiosité architecturale et porte les traces de multiples remaniements subis au cours de son histoire.
Le château de la Chasse est  Inscrit MH (1933), précisément le 19 août 1933.

## Toponymie
Contrairement à ce qui, au premier abord, pourrait sembler limpide, le nom du château ne vient pas de l’activité de vénerie évidente dans cette forêt giboyeuse, mais plus probablement du gaulois «  cassanos  » qui signifie le chêne. Cette explication correspond bien à sa situation forestière.

De plus, une charte latine du XIIe siècle porte la graphie « Chacia », qui marque bien le refus d’une latinisation dont les clercs de l’époque font pourtant systématiquement usage.

## Localisation

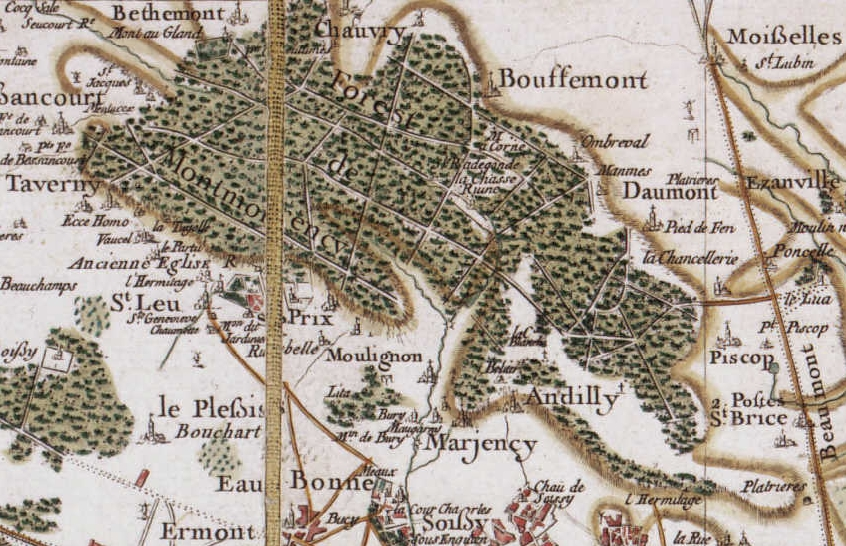
Forêt de Montmorency - Carte de Cassini.

Historiquement, au Moyen Âge, Montlignon n'était qu'un hameau de paysans dépendant de Saint-Prix. Après la Révolution française, les deux villages ont été érigés en communes indépendantes, et les limites territoriales définies. L'étude du cadastre montre qu'il a été créé volontairement, à l'époque, une excroissance pour inclure le domaine du château de la Chasse dans la commune de Saint-Prix au détriment de Montlignon.
En revanche, l'adresse postale actuelle du château est à Montlignon, 179 rue de Paris, car cette commune possède plusieurs habitations et entreprises à proximité le long de cette route qui est la  D 909.

Le château, au cœur de la forêt de Montmorency, se situe à proximité de la route forestière dite Route des Fonds et près d'un carrefour de plusieurs chemins (Carrefour de la Fontaine) .

Le château est accessible après une marche à pied d'environ 800 m sur une route forestière appelée Chemin de Montlignon au Château qui commence au niveau de deux parkings dédiés, situés de part et d'autre de la D 909 (ancienne Route nationale 309) entre Montlignon au sud et Bouffémont au nord, juste après les dernières maisons d'habitation du nord de Montlignon.

## Historique

### Les origines
Au IXe siècle, Éginhard, l'historien de Charlemagne, fait mention d'un château fort dans cette région de la forêt de Montmorency sous le nom de Castellum de Chacia, qu'il décrit comme un château fort imprenable, grâce à un double fossé.
André Du Chesne, un géographe et historien du XVIIe siècle, biographe de la maison de Montmorency, parle « d’un vieil château avec doubles fossés qu’on nomme le chasteau de la Chasse ».
Il semble que l'édifice actuel s’appelait à l'origine Chasse Mornay. Il aurait été construit au tout début du XIIIe siècle par Mathieu II de Montmorency dit le Grand, le futur connétable. Ses caractéristiques sont inspirées par les châteaux de l'entourage royal de cette période. La première mention concrète connue du château remonte à 1207,  et permet de penser que sa construction en est alors achevée.

### Du XIIIe au XIXe siècle

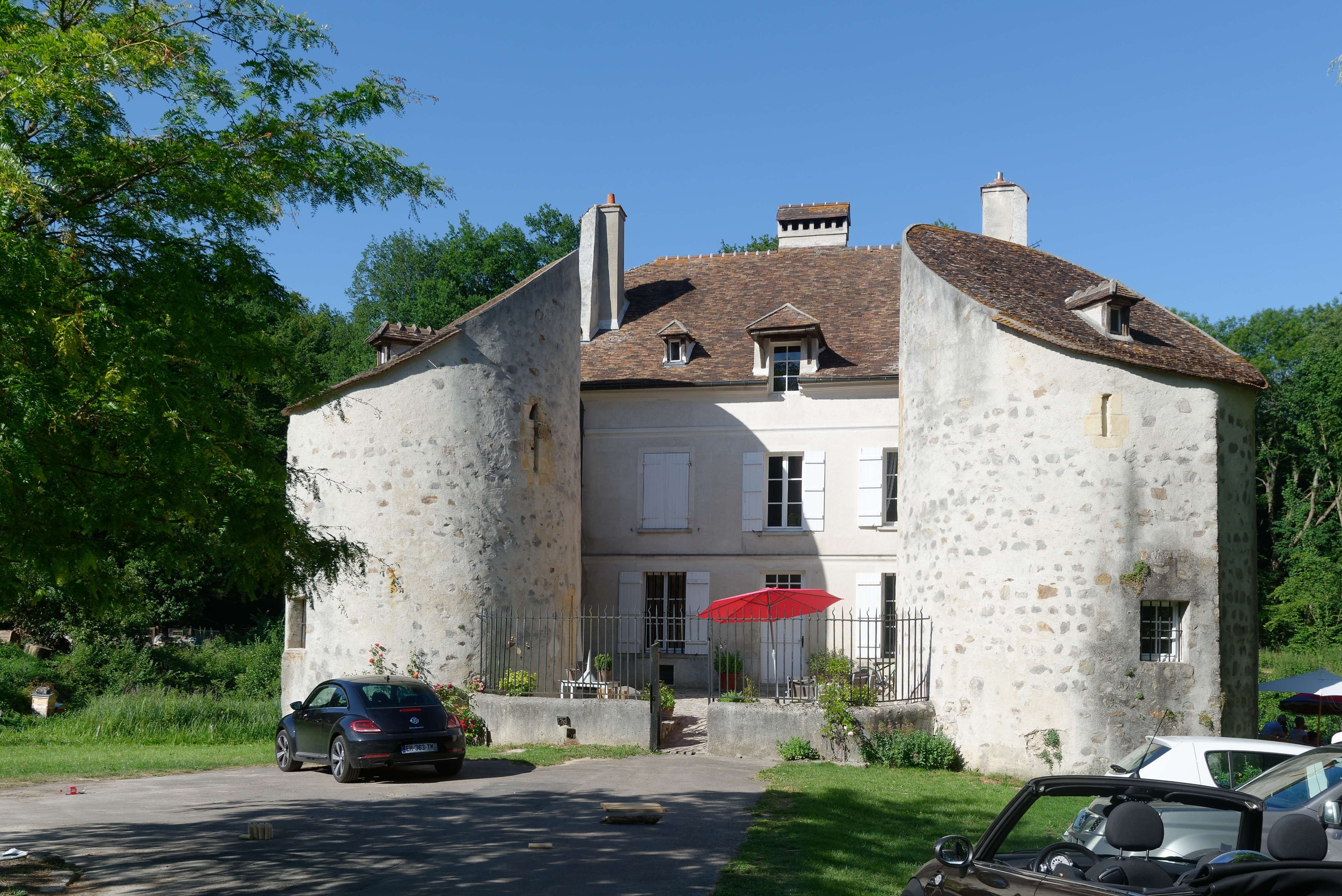
Façade sud-ouest
du château de la Chasse.

Parmi les personnages importants ayant séjourné dans les lieux de la Chasse figurent de nombreux rois : Louis X le Hutin, Philippe VI de Valois, Jean Le Bon, Charles V, Louis XI, François Ier, Henri II, Louis Bonaparte, la reine Hortense, le tsar Alexandre Ier de Russie, l'empereur François II d'Autriche ainsi que la duchesse de Berry.[réf. nécessaire]

#### XVe siècle
Le château sert de garnison pendant la guerre de Cent Ans. Le musée de Chantilly possède plusieurs quittances datées de 1418, données à des soldats pour avoir gardé le château de la Chasse.[réf. nécessaire]
Dans le journal du règne de Charles VII, on peut aussi lire à la date du 11 avril 1429 qu'une troupe de trois cents Anglais s'emparent du château de la Chasse qu'ils utilisent comme base pour leurs opérations de pillage.
Le château est également le théâtre de la fameuse querelle des Nivelle: Jean de Nivelle assiste à la rédaction du testament paternel dans lequel il se fait donner la plus belle part. Son cadet, Louis de Montmorency-Fosseux, furieux de cette trahison, s'enfuit du château de la Chasse qu'il livre à l'orgie. Leur père (Jean II de Montmorency, indigné par leur conduite, demande à l'aîné de revenir au château et, sur son refus, le traite de chien. C’est de là qu’est née la phrase célèbre : «Ce chien de Jean de Nivelle qui s'enfuit quand on l’appelle». Jean II de Montmorency finit par totalement déshériter ses deux ainés au profit de son benjamin, Guillaume, né de sa seconde épouse. L'exhérédation est officiellement prononcée le 24 juillet 1463 au château de la Chasse en présence d'une députation du parlement de Paris.

#### XVIe siècle
François Ier vient également chasser en forêt de Montmorency ; mais le château d'Écouen construit à partir de 1538, beaucoup plus grand et plus luxueux est bien plus confortable  et le vieux fort de la Chasse tombe dans l'oubli.

#### XVIIe siècle
Nous trouvons une description du château aux archives du château de Chantilly,  dans un document daté de 1692 : «Fort château bien ancien fossé sur lequel il y a un pont-levis pour rentrer au château basse-cour fermée de hautes murailles devant un étang de 6 arpents derrière un autre étang de 3 arpents ».[réf. nécessaire]

#### XVIIIe siècle
En 1728, le petit-fils du Grand Condé décide de démolir le château. Finalement seules les tours sont tronquées, en biais et recouvertes de tuiles, ce qui lui donne un tout nouveau charme architectural.[réf. nécessaire]
Jean-Jacques Rousseau y vient en voisin. Il écrit dans Les Confessions : « Je comptais bien que la forêt de Montmorency, qui était presque à ma porte, serait désormais mon cabinet de travail. »
Bernard de Jussieu (1699-1777) et Louis-Augustin Bosc d'Antic (1759-1828) y font de longs séjours d'exploration botanique. Ce dernier repose dans le tout petit cimetière familial dit Cimetière de Bosc qui se trouve à 600 m à vol d'oiseau à l'ouest-nord-ouest du château de la Chasse, à moins de 150 m au sud de la Fontaine Sainte-Radegonde.
Au début de la Révolution le château passe pour être un dépôt d’armes. Une commission de vingt citoyens armés y fait une « descente » et ne trouve que « quatre fusils, un pistolet d’arçon et un vieux couteau de chasse ».[réf. nécessaire]

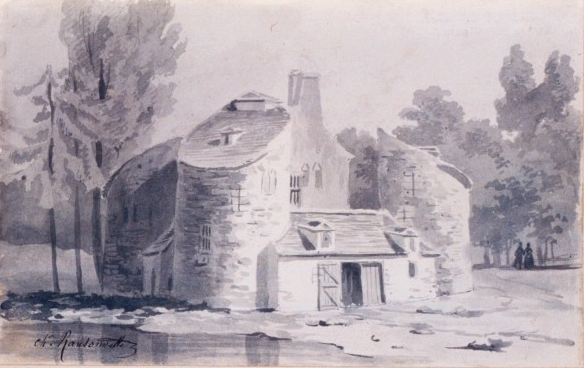
« Rendez-vous de Chasse
à Montlignon »
Charles Charles Ransonnette (1849).

#### XIXe siècle
Sous Napoléon Ier, le château est acquis par le prince Louis Bonaparte ; la reine Hortense, duchesse de Saint-Leu, en fait le but de sa promenade favorite, accompagnée de son fils le futur Napoléon III.[réf. nécessaire]
Espace enchanteur avec ses arbres plus que centenaires et ses étangs pittoresques, ce lieu est fréquenté par tous les bourgeois du XIXe siècle ; Victor Hugo y écrit lors de ses séjours à Montlignon. Les grandes dames y parlent d'amour, de philosophie, de politique…

### XXe et XXIe siècles
Au début du XXe siècle, le château de la Chasse n’est plus qu’une simple ferme en piteux état, laissée à l'abandon, sans entretien, les étangs croupissent de vase, les abords ressemblent à des champs sauvages[réf. incomplète].

En 1933, le château est inscrit au titre des monuments historiques par arrêté du 19 août 1933. Il est indiqué comme propriété de l'Etat sur la notice de la Base Mérimée. En 1973, l'État en fait l'acquisition, et le confie à l'ONF qui entame sa restauration à partir de 1980.
En 1971,  le château est acheté par l’État et est restauré en 1979. Il appartient désormais à l'Office national des forêts (ONF). (VERIFIER LES DATES ?!)
Aujourd'hui, le château ne se visite plus, mais le rez-de-chaussée a été aménagé pour recevoir les groupes scolaires ou organiser des expositions temporaires. Trois sentiers pédagogiques sont aménagés au départ du château, l’un sur l'écologie forestière, l'autre sur les techniques sylvicoles, un troisième, le Chemin du Philosophe, qui conduit à des sites dédiés à des thèmes de réflexion philosophique.

## Description
La famille de Montmorency ne répertorie jamais le château de la Chasse comme l'un de ses châteaux officiels, car pour elle, c'est une résidence temporaire dont la seule vocation est celle d'un relais de chasse. C'est un édifice de très petite taille, cinq à six fois plus petit que les châteaux les plus prestigieux du XIIIe siècle, comme une miniaturisation du concept des grands châteaux royaux de l'époque, comportant une juxtaposition inhabituelle d'éléments défensifs (les archères) et de caractéristiques de bâtiments résidentiels (les fenêtres s'ouvrant sur l'extérieur). [réf. nécessaire]
Le château s'inscrit dans un carré de 20 mètres de côté et obéit initialement à un plan très régulier. Quatre tours de 6 mètres de diamètre sont reliées entre elles par des courtines, qui forment un carré de 12 mètres de côté. Ces courtines tiennent en même temps lieu de murs au logis. Les tours se situent exactement au nord, à l'est, au sud et à l'ouest. Elles ont été arasées en 1728 et dotés de toitures à pente unique, couvertes de tuiles plates. Ce remaniement confère au château sa silhouette bien particulière, mais va à l'encontre de son architecture d'origine. De même, la démolition de la courtine sud-ouest, la construction d'un nouveau logis, le bouchage des fenêtres d'origine et le percement de nouvelles fenêtres apportent davantage de confort à l'habitation, mais dénaturent fortement le caractère authentique du château médiéval.[réf. nécessaire]
C'est la courtine nord-est qui est la mieux préservée. Elle conserve les vestiges de deux fenêtres à meneaux proches des tours, et d'une autre sur la tour orientale. Ces fenêtres rectangulaires sont surmontées de tympans figurant des arcs brisés en bas-relief. Vraisemblablement, chaque courtine était ainsi ajourée de deux fenêtres géminées au niveau du premier étage, et chaque tour de deux autres fenêtres strictement identiques. Dans les tours, les fenêtres alternaient avec de hautes et étroites archères, qui sont toujours visibles. Le rez-de-chaussée était entièrement aveugle vers l'extérieur. Si l'architecture reste très sobre, on peut noter, sur les tours, des arêtes en angle droit orientées vers les points cardinaux. La fonction de ces arêtes est décorative, une comparaison avec les éperons des grandes forteresses étant peu adéquate : il s'agit d'une tentative d'une mise en valeur des tours par un jeu d'ombre et de lumière,.
Le château est environné par un chapelet de trois étangs, celui en amont, alimenté par plusieurs rus qui parcourent le vallon à l'ouest (ru du Petit-Moulin, ru de la Fontaine Sainte-Radegonde), le deuxième, plus petit, qui borde le château au nord et à l'est, et celui en aval, le plus étendu. Ces étangs ont été aménagés à la fin des années 1950 par la construction de retenues sur le ruisseau qui descend vers Montlignon, nommé « ru de la Chasse » ou « ru d'Enghien ».
Ces trois étangs entourant le château et son cadre forestier en font l'une des demeures seigneuriales les plus romantiques de l'Île-de-France.

Château de la Chasse :
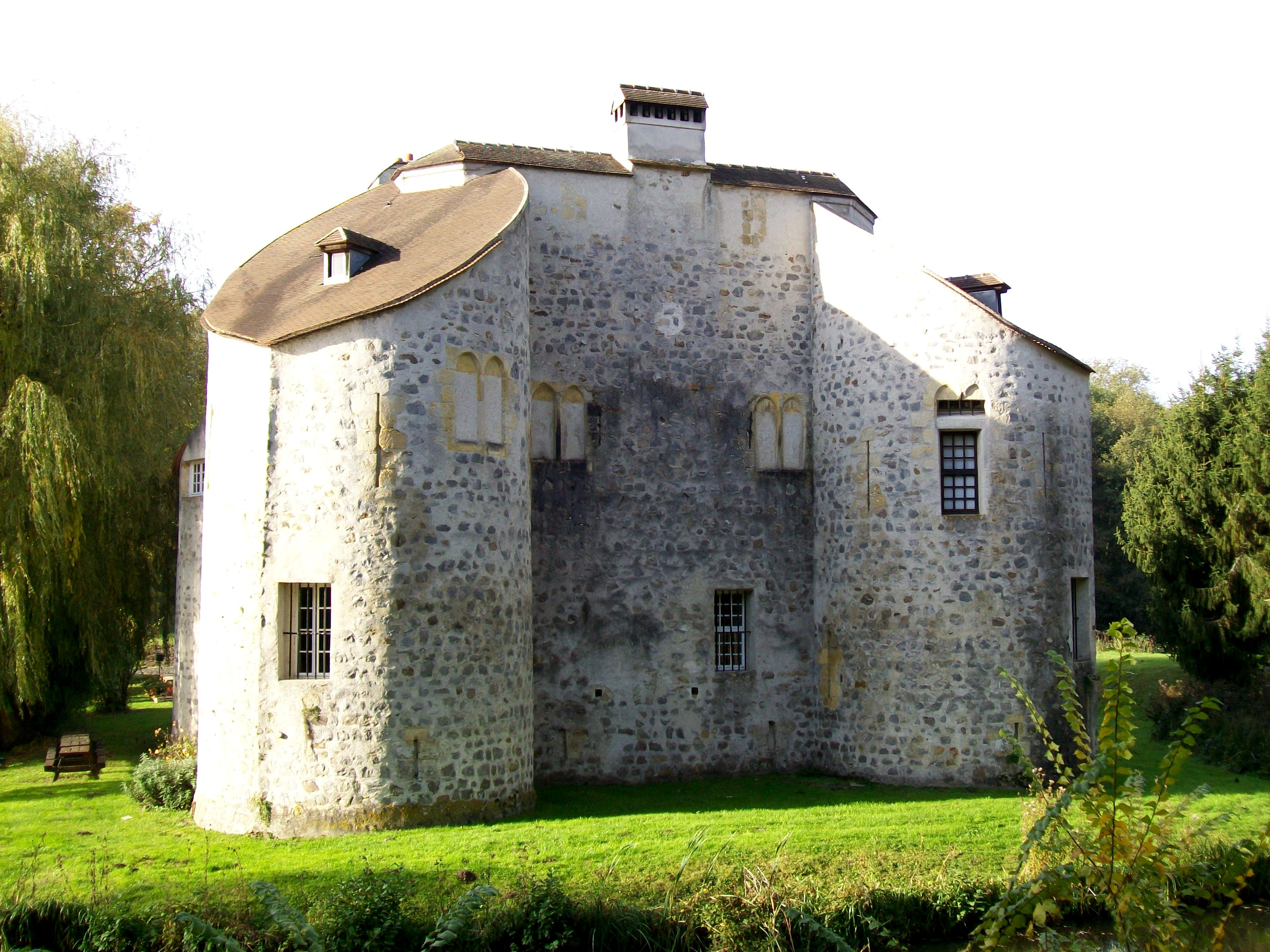
Façade nord-est À gauche la tour est À droite la tour nord.
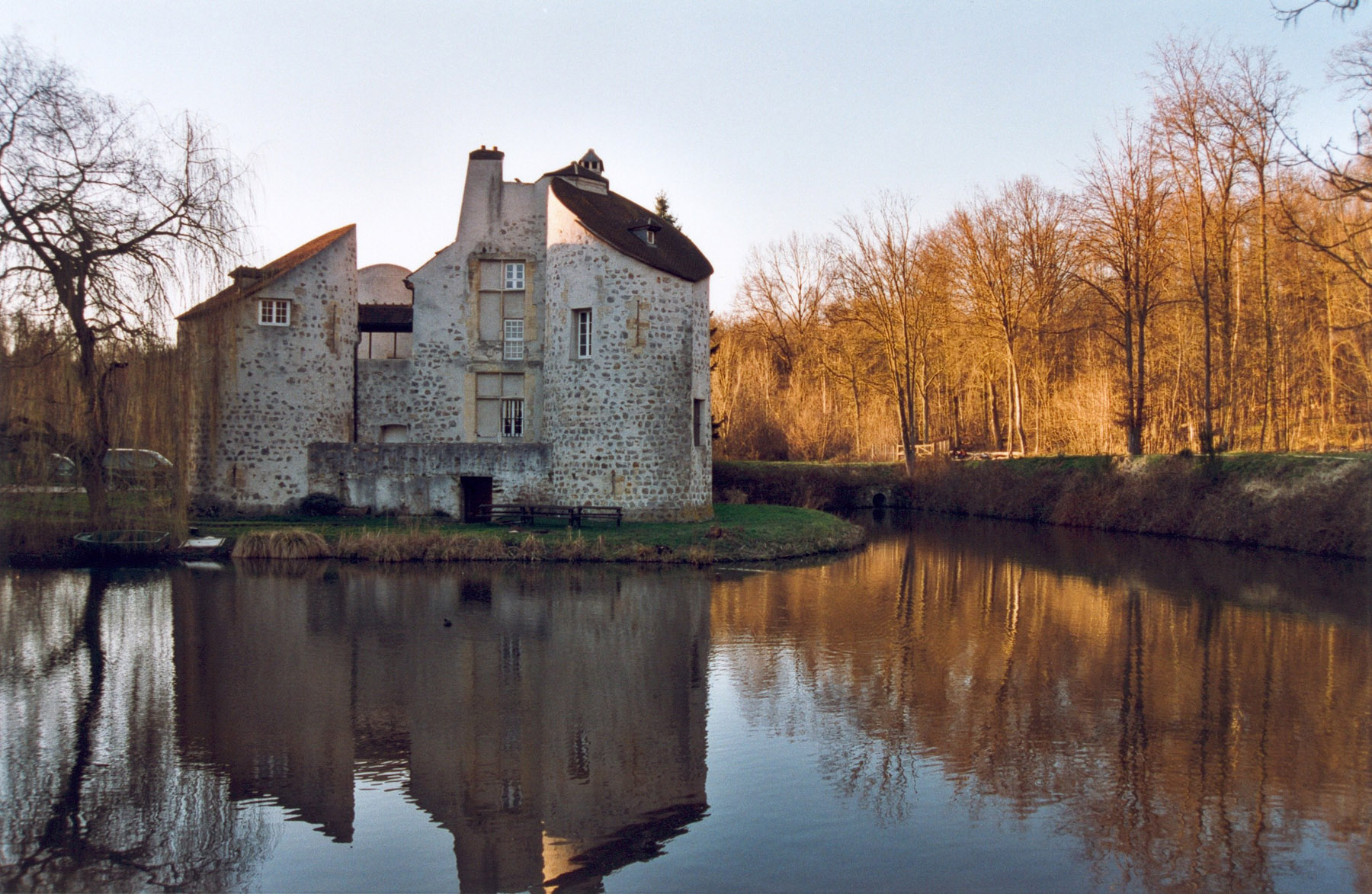
Façade sud-est À gauche la tour sud À droite la tour est.
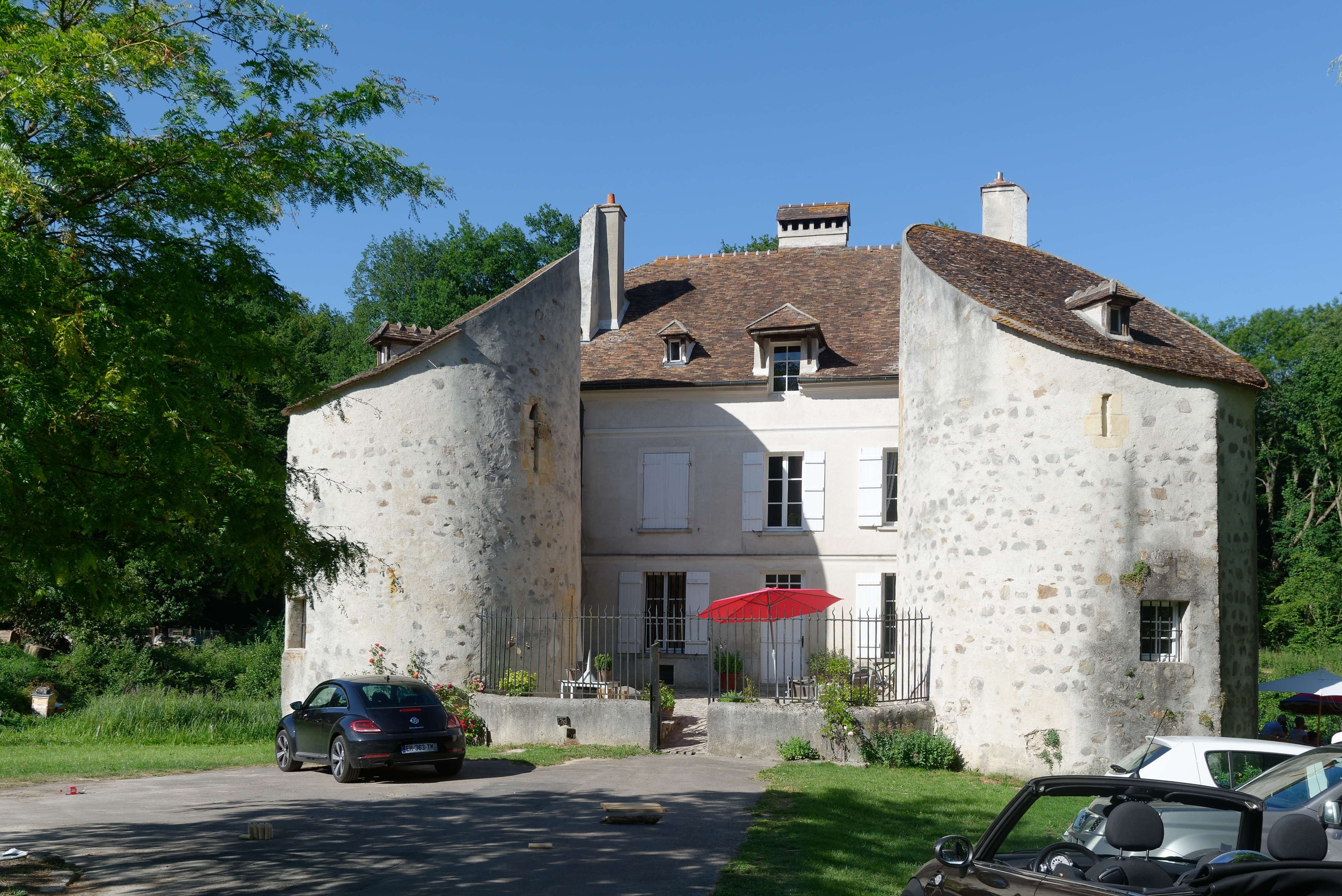
Façade sud-ouest À gauche la tour ouest À droite la tour sud.
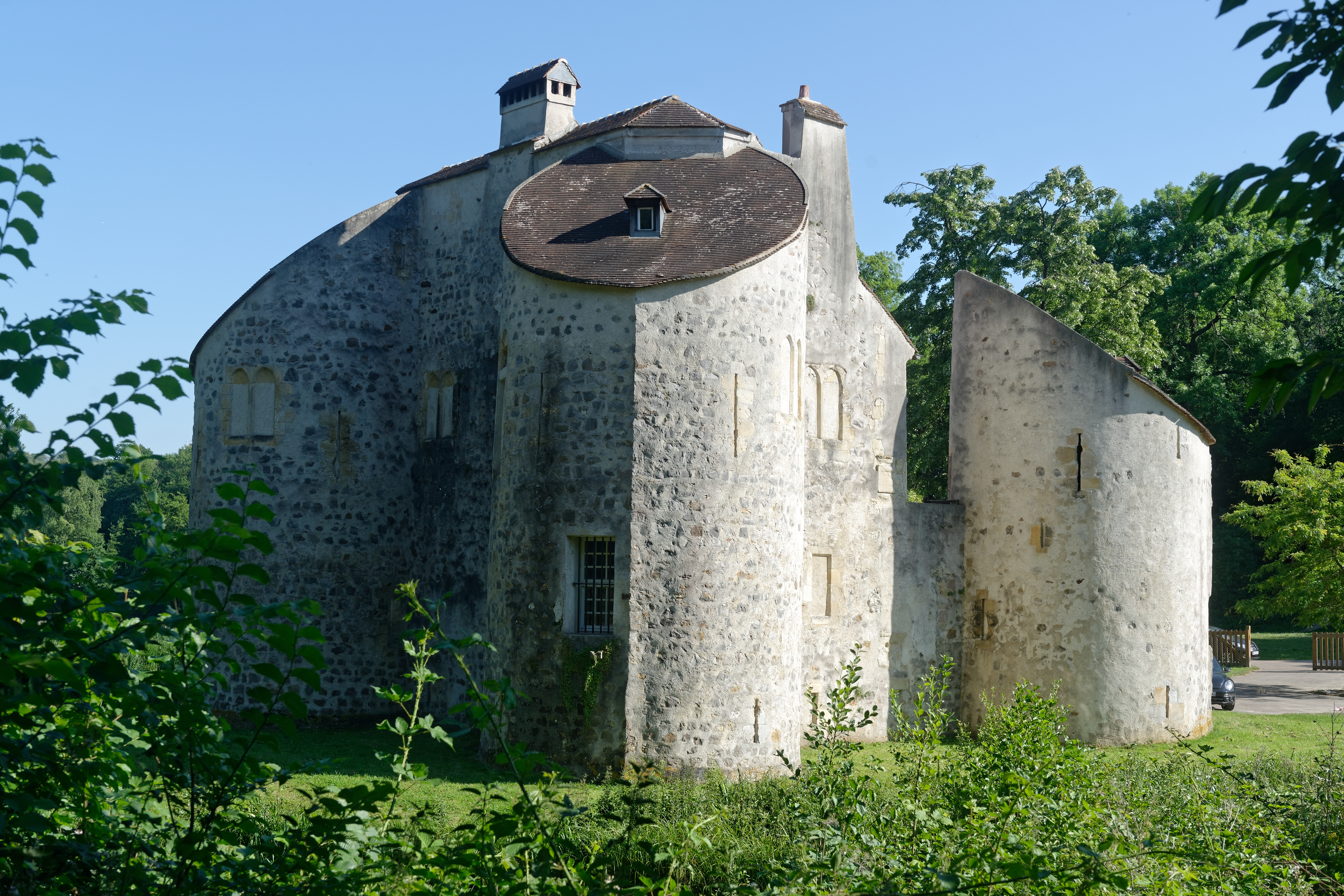
Vue du nord À gauche la tour est Au centre la tour nord À droite la tour ouest.
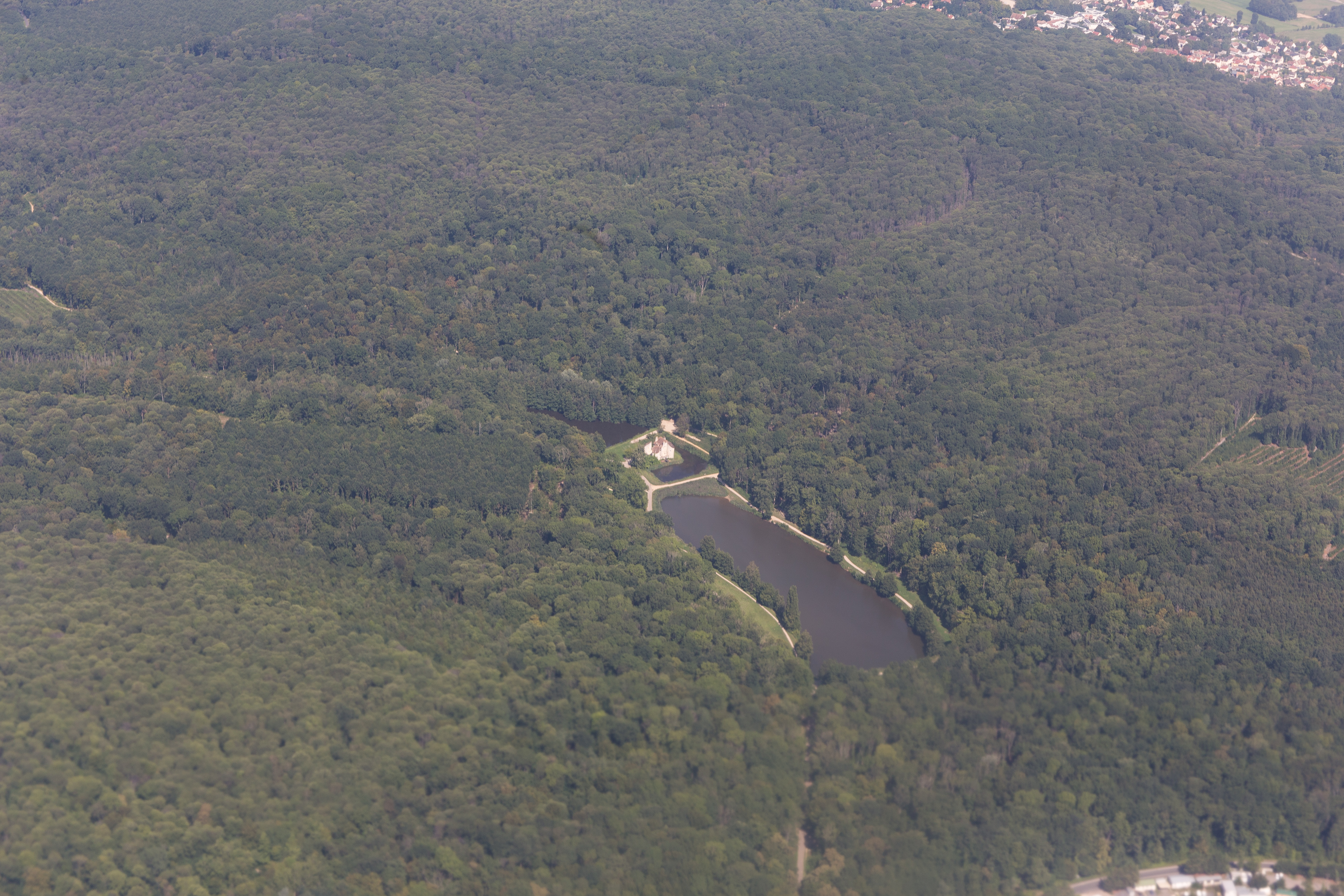
Vue du ciel.